# Vuelo 163 de Saudia
El vuelo 163 de Saudia fue un vuelo regular de pasajeros de Saudia que partió del Aeropuerto Quaid-e-Azam en Karachi, Pakistán, con destino al Aeropuerto Kandara en Yeda, Arabia Saudita, vía Aeropuerto Internacional de Riad en Riad, Arabia Saudita, que se incendió después de despegar del Aeropuerto Internacional de Riad (ahora Base Aérea de Riad)el 19 de agosto de 1980. Aunque el Lockheed L-1011-200 TriStar realizó un aterrizaje de emergencia exitoso en Riad, la tripulación de vuelo no realizó una evacuación de emergencia del avión, lo que provocó la muerte de los 287 pasajeros y 14 tripulantes a bordo de la aeronave por inhalación de humo.
El accidente es el desastre de aviación más mortal que involucra a un Lockheed L-1011 TriStar,y el más mortal ocurrido en Arabia Saudita.En ese momento, este fue el segundo accidente aéreo más mortal en la historia de la aviación en el que estuvo involucrado un solo avión, después del vuelo 981 de Turkish Airlines, y el tercero más mortal en general.

## Descripción

### Aeronave

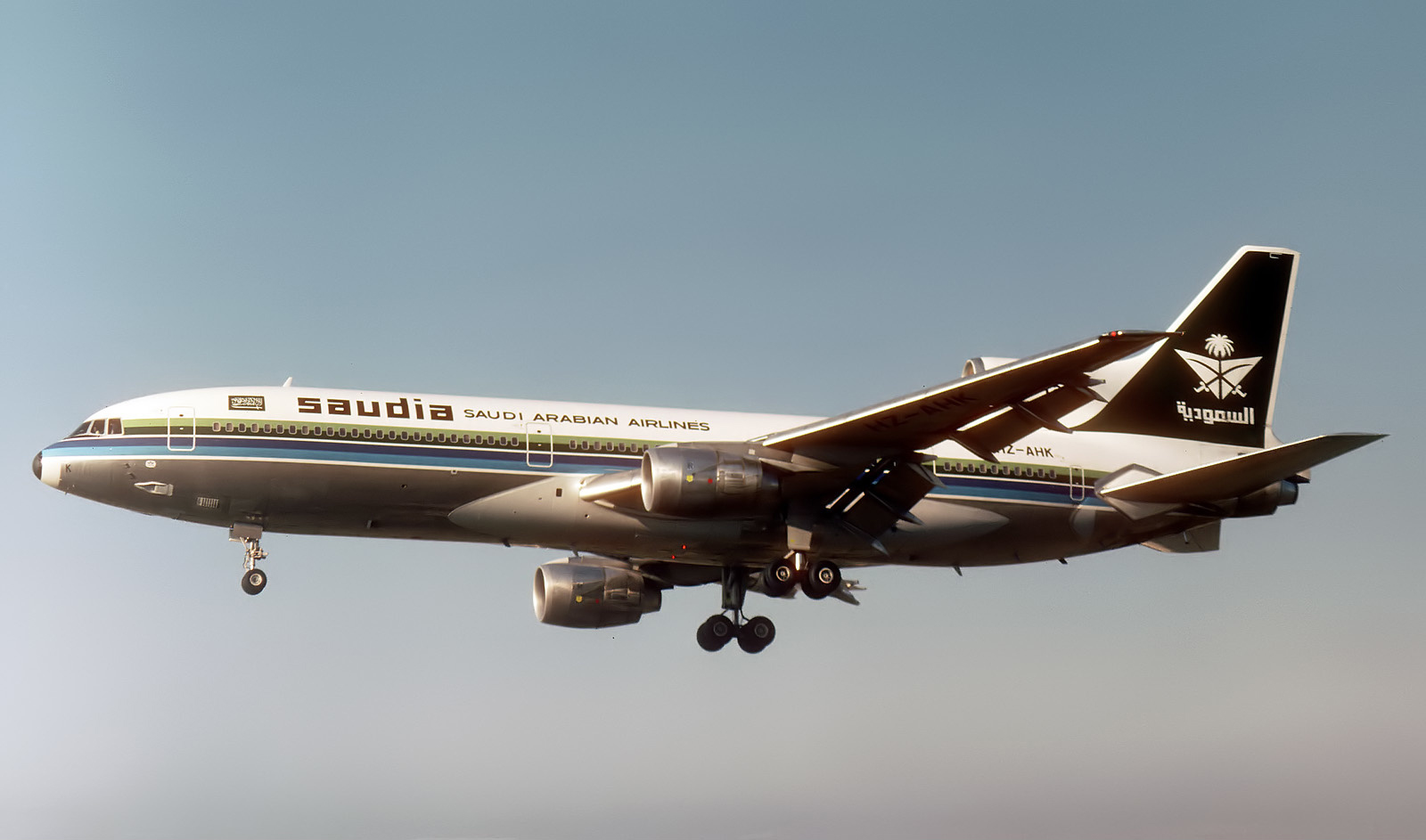
HZ-AHK, la aeronave involucrada en el incendio, en Aeropuerto de Londres-Heathrow en 1979

La aeronave accidentada fue un Lockheed L-1011-200 TriStar, matriculado en Arabia Saudita como HZ-AHK con número de serie 1169. La aeronave fue certificada el 23 de julio de 1979 y entregada a Saudia casi un mes después. Acumuló un total de 3023 horas de vuelo y 1759 ciclos. El HZ-AHK estaba equipado con tres motores Rolls Royce RB211-524, cada uno con un promedio de 4000 horas de vuelo.: 89 

### Tripulación de vuelo
Había un total de tres tripulantes en la cabina de vuelo. Todos carecían de experiencia con el tipo de aeronave:
- El capitán del vuelo era Mohammed Khowyter (محمدالخويطر), de 38 años, ciudadano saudí contratado por Saudia en 1965, quien había volado los Douglas DC-3, DC-4, McDonnell Douglas DC-9, Boeing 707 y 737. A pesar de estar certificado para volar una amplia gama de aeronaves, su historial lo describía como alguien con un aprendizaje lento y que necesitaba una formación más adecuada. Khowyter contaba con 7674 horas de vuelo, pero solo 388 horas en el TriStar, una aeronave significativamente más sofisticada.[5]: 89

- El primer oficial era Sami Hasanain (سامي حسنين), de 26 años, también de nacionalidad saudí, quien se incorporó a la aerolínea como piloto en 1977. Durante su formación, Hasanain fue expulsado de la escuela de vuelo por bajo rendimiento. Tenía un total de 1615 horas de vuelo, pero solo 125 en el TriStar: obtuvo su habilitación de tipo tan solo 11 días antes del accidente.[5]: 82–83

- El ingeniero de vuelo era Bradley Curtis, de 42 años. Previamente certificado como capitán del anticuado y relativamente sencillo Douglas DC-3, fue contratado por Saudia durante una importante campaña de reclutamiento en 1974 y asignado a la formación de pilotos para su flota internacional en expansión de Boeing 707 y 737. No logró la cualificación y, en consecuencia, su empleo fue despedido en mayo de 1978, pero apeló su despido y solicitó ser considerado como ingeniero de vuelo. Se ofreció a financiar su propia formación, la cual completó y fue aprobado como piloto de vuelo/ingeniero de vuelo del 707 en noviembre de 1978, y en mayo de 1980, tras completar un curso de entrenamiento con simulador en Lockheed California, fue aprobado como ingeniero de vuelo en todas las rutas. Se ha informado que Curtis padecía dislexia. Curtis tenía 650 horas de vuelo como piloto de vuelo y 157 horas de vuelo de tipo.[5]: 84–85 [6]

Seis asistentes de vuelo eran de Filipinas, tres de Pakistán y uno del Reino Unido.

## Accidente

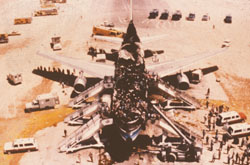
Vista general del vuelo 163 de Saudia después del incendio

El vuelo 163 despegó del Aeropuerto Internacional Quaid-e-Azam (actualmente Aeropuerto Internacional Jinnah) en Karachi, Pakistán, a las 18:32 hora de Pakistán (13:32 UTC) con destino al Aeropuerto de Kandara en Yeda, Arabia Saudita, con una escala intermedia programada en el Aeropuerto de Riad. El vuelo llegó a Riad a las 19:06 hora de Arabia Saudita (16:06 UTC) e hizo una escala de dos horas para repostar. Durante la escala, varios pasajeros desembarcaron. Tras repostar, el vuelo despegó a las 21:08 (18:08 UTC) con destino a Yeda.
Casi siete minutos después del inicio del vuelo, la tripulación recibió advertencias de humo proveniente del compartimento de carga.: 66–67, 98 La tripulación pasó los siguientes cuatro minutos intentando confirmar las advertencias, tras lo cual el ingeniero de vuelo Curtis regresó a la cabina para confirmar la presencia de humo. El capitán Khowyter decidió regresar al aeropuerto, y el primer oficial Hasanain comunicó por radio sus intenciones a las 21:20 (18:20 UTC).

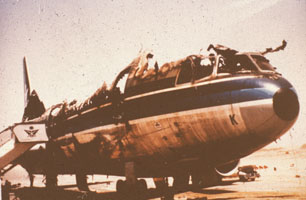
El vuelo 163 tras el incendio.

A las 21:25 (18:25 UTC), la palanca de aceleración del motor número dos (el central) se atascó al quemarse el cable de operación. A las 21:29 (18:29 UTC), el motor se apagó durante la aproximación final.: 6 A las 21:35 (18:35 UTC), Khowyter declaró una emergencia y aterrizó nuevamente en Riad.Después del aterrizaje a las 21:36 (18:36 UTC), el avión continuó hasta una calle de rodaje al final de la pista donde salió de la pista, deteniéndose a las 21:39 (18:39 UTC), 2 minutos y 40 segundos después del aterrizaje. El equipo de rescate de incendios del aeropuerto estaba estacionado de nuevo en la sección de aterrizaje de la pista, con el personal de emergencia esperando una parada de emergencia y evacuación. Esto significó que tuvieron que correr tras la aeronave, que había utilizado toda la longitud de una pista de 13 000 pies (3962 m) para reducir la velocidad y luego salir a la calle de rodaje. El avión se detuvo mirando en la dirección opuesta al aterrizaje.: 7 
Una vez que la aeronave se detuvo, la tripulación informó que estaban apagando los motores y a punto de evacuar. Sin embargo, al llegar a la aeronave poco después, el personal de rescate descubrió que los dos motores montados en las alas seguían en marcha, lo que les impedía abrir las puertas. Estas se apagaron finalmente a las 21:42 (18:42 UTC), 3 minutos y 15 segundos después de que la aeronave se detuviera, cuando se perdió la comunicación con la tripulación. No se observó fuego externo en ese momento, pero se observaron llamas a través de las ventanas de la parte trasera de la aeronave. Veintitrés minutos después de la parada de los motores, a las 22:05 (19:05 UTC), el personal de tierra abrió la puerta R2 (la segunda puerta del lado derecho). Tres minutos después, el interior de la aeronave se incendió y quedó destruido por el fuego.: 8 

## Nacionalidades de los fallecidos
Las nacionalides de los 287 pasajeros y 14 miembros de la tripulación incluyeron 19 países diferentes:
| Nacionalidad   | Pasajeros | Tripulación | Total |
| -------------- | --------- | ----------- | ----- |
| Arabia Saudita | 140       | 13          | 153   |
| Pakistán       | 85        | 0           | 85    |
| Irán           | 32        | 0           | 32    |
| Filipinas      | 6         | 0           | 6     |
| Reino Unido    | 4         | 0           | 4     |
| Estados Unidos | 2         | 1           | 3     |
| Tailandia      | 2         | 0           | 2     |
| Alemania       | 1         | 0           | 1     |
| Canadá         | 1         | 0           | 1     |
| China          | 1         | 0           | 1     |
| Corea del Sur  | 1         | 0           | 1     |
| España         | 1         | 0           | 1     |
| Finlandia      | 1         | 0           | 1     |
| Francia        | 1         | 0           | 1     |
| Irlanda        | 1         | 0           | 1     |
| Italia         | 1         | 0           | 1     |
| Japón          | 1         | 0           | 1     |
| Países Bajos   | 1         | 0           | 1     |
| Taiwán         | 1         | 0           | 1     |
| Total          | 287       | 14          | 301   |

## Investigación

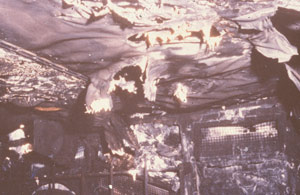
Compartimento de carga C3 después del incendio

La investigación reveló que el incendio se había iniciado en el compartimento de carga de popa C3.: 77–78 El incendio fue tan intenso que quemó el suelo de la cabina, lo que provocó que los pasajeros sentados en esa zona se adelantaran antes del aterrizaje. No se pudo determinar el origen del incendio en el compartimento C3.: 78 Las autoridades saudíes encontraron dos estufas de butano entre los restos quemados del avión y un extintor usado cerca de una de ellas.: 35 Una de las primeras teorías fue que el incendio comenzó en la cabina de pasajeros cuando un pasajero utilizó su propia estufa de butano para calentar agua para el té.La investigación no encontró evidencia que apoyara esta teoría.: 78 
Se desconoce por qué el capitán Khowyter no evacuó la aeronave con prontitud. Según informes saudíes, la tripulación no logró abrir las puertas a tiempo.Se supone que la mayoría de los pasajeros y auxiliares de vuelo quedaron incapacitados durante el aterrizaje o no intentaron abrir una puerta en un avión en movimiento.Se sabe que la aeronave permaneció presurizada durante el aterrizaje, ya que el sistema de presurización de la cabina estaba en modo de espera. La aeronave se encontró con ambas escotillas de presurización casi completamente cerradas. Estas escotillas deberían haberse abierto completamente al aterrizar para despresurizar la aeronave. La tripulación permaneció en sus asientos, y todas las víctimas se encontraron en la mitad delantera del fuselaje. Se realizaron autopsias a algunos de los ciudadanos no saudíes, incluido el ingeniero de vuelo estadounidense. Todos fallecieron por inhalación de humo y no por quemaduras, lo que indica que fallecieron mucho antes de que se abriera la puerta R2.

### Cambios de política
Tras el incidente, la aerolínea revisó sus procedimientos de capacitación y emergencia. Lockheed también retiró el aislamiento del área de carga trasera y añadió un refuerzo estructural de vidrio laminado. La Junta Nacional de Seguridad en el Transporte de los Estados Unidos recomendó que las aeronaves utilicen extintores de halometano en lugar de los extintores portátiles tradicionales.

### Gestión de recursos de la tripulación
El vuelo 163 encapsuló la necesidad de la gestión de recursos de la tripulación. Esto se evidencia en las fallas iniciales en la comunicación efectiva que impidieron que la tripulación lograra una evacuación final exitosa del avión. Estas fallas se deben en parte a las llamadas distancias de poder entre subordinados y superiores en el entorno laboral, relaciones presentes en todas las sociedades, pero más acentuadas en algunas que en otras.En culturas con alta distancia de poder, los jóvenes no cuestionan a los superiores y los líderes pueden ser autocráticos, lo que lleva a situaciones en las que a un primer oficial le resulta difícil cuestionar las decisiones tomadas por el capitán, condiciones que pueden haber estado presentes en el vuelo 163 de Saudia.El análisis del CVR reveló que pudo haber existido una distancia de poder, ya que el capitán ignoró repetidamente las solicitudes del sobrecargo del vuelo para ordenar la evacuación. Dado que el CVR de la aeronave dejó de grabar antes del aterrizaje de emergencia debido a daños causados por el fuego, se desconoce el motivo exacto por el que el capitán se negó a ordenar la evacuación, aunque se determinó que su comportamiento y acciones durante el vuelo contribuyeron al accidente.
El fenómeno de la distancia de poder tiene la capacidad de afectar la seguridad del vuelo a nivel global, pero como el trabajo realizado en la cabina depende marcadamente de la capacidad de un trabajador para verificar el trabajo de otro y viceversa, el peligro es más evidente en individuos criados en culturas que tradicionalmente veneran las altas distancias de poder entre aquellos en posiciones de poder y sus subordinados.

## Filmografía
En 1982, el programa británico de actualidad World in Action emitió un episodio titulado «El misterio del vuelo 163». Este documentó el accidente y posteriormente se utilizó para capacitar a los pilotos sobre la importancia de la gestión de recursos de la tripulación.
Este accidente fue presentado en la vigesimocuarta temporada de la serie de televisión canadiense Mayday: catástrofes aéreas titulado «Bajo fuego».